# Kennar Valley
Das Kennar Valley ist ein kleines, abgesehen von einer Seitenzunge des Taylor-Gletscher eisfreies Tal, das westlich des Finger Mountain in den Quartermain Mountains des ostantarktischen Viktorialands liegt. 
Das Tal taucht erstmals 1961 in Karten des New Zealand Lands and Survey Department auf, die durch Landvermessungen unter neuseeländischer Federführung und mit Hilfe von Luftaufnahmen der United States Navy in den Jahren 1957 bis 1960 entstanden. Benannt wurde es vermutlich nach dem Petty Officer Thomas Kennar (1876–1945) von der Royal Navy, einem Besatzungsmitglied der RSS Discovery während der Discovery-Expedition (1901–1904) unter der Leitung des britischen Polarforschers Robert Falcon Scott. Kennar gehörte im November 1903 zu der Gruppe, die im Rahmen dieser Expedition eine geologische Exkursion zu den Quartermain Mountains durchführte.